# Parafia św. Marcina Biskupa w Wyrzysku
Parafia św. Marcina Biskupa w Wyrzysku – parafia rzymskokatolicka w dekanacie Wyrzysk w diecezji bydgoskiej.
Powstała w 1440 roku. 
Od 1 maja 1945 do października 1950 proboszczem parafii był ks. Józef Jachecki (ur. 1905 w Florowie, zm. 1983 w Gnieźnie), który doprowadził do znacznego powiększenia świątyni. Oprócz pracy duszpasterskiej zajmował się działalnością charytatywną i harcerską. Po śmierci został pochowany w Wyrzysku.
W 1981 roku konsekracji kościoła parafialnego dokonał biskup Jan Michalski.
Proboszczowie Wyrzyska

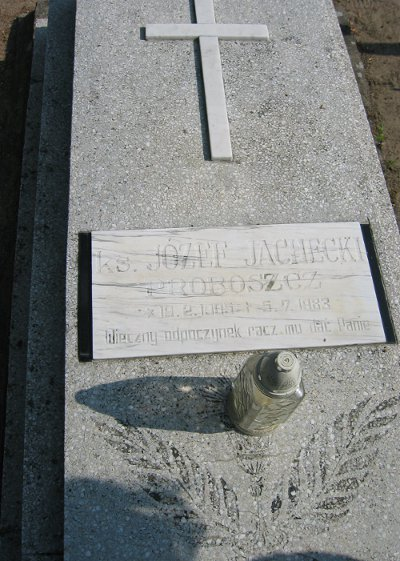
Nagrobek ks. Józefa Jacheckiego na cmentarzu w Wyrzysku

- ks. Władysław Nawara (pochowany na cmentarzu w Wyrzysku)
- ks. Kanonik Edward Wosik (pochowany w Białośliwiu)
- ks. Janusz Dróżkowski (przeniesiony do Wielowicza)
- ks. Mariusz Stachowiak (obecny proboszcz parafii)

Do parafii należą: Karolewo, Klawek, Polanowo, Stefanowo, Wiernowo, Wyrzysk i Zielona Góra.